# براء الخطيب
براء الخطيب (توفي 7 يوليو 2025)، هو سيناريست كاتب مصري، أحد الأسماء التي تركت بصمة خاصة في السرد، كتب للسينما والتلفزيون، وساهم في إثراء مشهد الدراما خلال التسعينيات من القرن العشرين بأعمال وُصفت بأنها جريئة من حيث المضمون، ومباشرة في ملامستها للهمّ الإنساني.

## وفاته
توفي في الساعات الأولى من صباح يوم الإثنين 7 يوليو 2025.

## من أبرز أعماله
- فيلم "أيام الماء والملح" (1990). الذي طرح من خلاله نظرة واقعية لعلاقة الفرد بالمجتمع،
- مسلسل "رحلة أبو الوفا" في عام 1991، والذي يُعد من أبرز ما كُتب للدراما الاجتماعية في تلك الفترة.
- فيلم "الكلبشات".
- "وزير في الجبس" عام 1993.

كما كتب الخطيب عددًا من السهرات الدرامية والمشاريع التلفزيونية من بينها: "عطشان يا صبايا", "بابا ملياردير", "الأحباب والمصير", "أهل الطريق", "تبقى الأرض", إلى جانب نصوصه في النسخ الحديثة من "ألف ليلة وليلة".